# Curvibacter lanceolatus
Curvibacter lanceolatus es una especie de  bacteria gramnegativa del género Curvibacter. Fue descrita en el año 2004. Su etimología hace referencia a forma de lanza. Anteriormente conocida como Pseudomonas lanceolata. Catalasa y oxidasa positivas. Es gramnegativa, aerobia y móvil por flagelo polar. Tiene un tamaño de 0,6-1,2 μm de ancho por 0,9-1,8 μm de largo. Forma colonias incoloras, lisas y opacas. Se ha aislado de agua dulce. 